# Talorcen II dei Pitti
Talorgan (in gaelico Talorgen  mac Óengusa; fl. VIII secolo) è stato re dei Pitti.
Gli Annali dell'Ulster sostiene che Dub Tholargg re dei Pitti morì nel 782. Si pensa che fosse figlio di Óengus mac Fergusa. Gli succedette il figlio di Drest.